# Esportistes dels Països Catalans als Jocs Olímpics d'hivern de 2014
Esportistes dels Països Catalans als Jocs Olímpics d'hivern de 2014 és una llista que recull els esportistes nascuts, formats o residents als Països Catalans que participen en els Jocs Olímpics d'Hivern de 2014. Els esportistes foren un total de quinze: sis catalans, sis andorrans, dos francesos i un aranès.

## Medalles i diplomes
| Medalla             | Esportistes                    | Esport | Competició                |
| ------------------- | ------------------------------ | ------ | ------------------------- |
| Or                  | Martin Fourcade                | Biatló | Individual masculí        |
| Or                  | Martin Fourcade                | Biatló | Persecució masculina      |
| Argent              | Martin Fourcade                | Biatló | Sortida massiva masculina |
| (6) Diploma olímpic | Martin Fourcade                | Biatló | Esprint masculí           |
| (8) Diploma olímpic | Martin Fourcade Simon Fourcade | Biatló | Relleus equips masculins  |

## Esports

### Biatló
Vegeu Biatló als Jocs Olímpics d'hivern de 2014
| Esportista                     | Esdeveniment              | Temps     | Penalitzacions | Posició  |
| ------------------------------ | ------------------------- | --------- | -------------- | -------- |
| Martin Fourcade                | Esprint masculí           | 24:45.9   | 1 (0+1)        | 6        |
| Martin Fourcade                | Persecució masculina      | 33:48.6   | 1 (0+0+1+0)    | 1        |
| Martin Fourcade                | Individual masculí        | 49:31.7   | 1 (0+1+0+0)    | 1        |
| Martin Fourcade                | Sortida massiva masculina | 42:29.1   | 1 (1+0+0+0)    | 2        |
| Simon Fourcade                 | Esprint masculí           | 26:04.2   | 2 (1+1)        | 36       |
| Simon Fourcade                 | Persecució masculina      | 35:15.0   | 1 (0+0+1+0)    | 18       |
| Simon Fourcade                 | Individual masculí        | 51:29.9   | 2 (0+2+0+0)    | 13       |
| Simon Fourcade                 | Sortida massiva masculina | No acabà  | 2 (1+0+0+0)    | No acabà |
| Laure Soulie                   | Esprint femení            | 23:57.8   | 2 (1+1)        | 66       |
| Laure Soulie                   | Individual femení         | 50:04.2   | 3 (1+1+0+1)    | 48       |
| Martin Fourcade Simon Fourcade | Relleus equips masculins  | 1:13:46.4 | 7 (0+7)        | 8        |

### Esquí alpí
Vegeu Esquí alpí als Jocs Olímpics d'hivern de 2014
| Esportista       | Esdeveniment           | Mànega 1 | Mànega 1 | Mànega 2 | Mànega 2 | Total         | Total         |
| Esportista       | Esdeveniment           | Temps    | Posició  | Temps    | Posició  | Temps         | Posició       |
| ---------------- | ---------------------- | -------- | -------- | -------- | -------- | ------------- | ------------- |
| Pol Carreras     | Eslàlom masculí        | No acabà | No acabà | No acabà | No acabà | No acabà      | No acabà      |
| Pol Carreras     | Eslàlom gegant masculí | No acabà | No acabà | No acabà | No acabà | No acabà      | No acabà      |
| Kevin Esteve     | Descens masculí        |          |          |          |          | 2:10.80       | 32            |
| Mireia Gutiérrez | Combinada femenina     | 1:49.04  | 32       | 53.26    | 15       | 2:42.30       | 18            |
| Mireia Gutiérrez | Eslàlom femení         | No acabà | No acabà | No acabà | No acabà | No acabà      | No acabà      |
| Mireia Gutiérrez | Eslàlom gegant femení  | No acabà | No acabà | No acabà | No acabà | No acabà      | No acabà      |
| Marc Oliveras    | Combinada masculina    | 1:57.08  | 33       | 1:01.46  | 32       | 2:58.54       | 31            |
| Marc Oliveras    | Descens masculí        |          |          |          |          | 2:12.76       | 40            |
| Marc Oliveras    | Eslàlom gegant masculí | 1:26.40  | 41       | 1:27.34  | 39       | 2:53.74       | 38            |
| Marc Oliveras    | Super Gegant masculí   |          |          |          |          | 1:22.02       | 35            |
| Àlex Puente      | Eslàlom masculí        | 53.73    | 48       | 1:05.72  | 32       | 1:59.45       | 32            |
| Àlex Puente      | Eslàlom gegant masculí | No acabà | No acabà | No acabà | No acabà | No acabà      | No acabà      |
| Ferran Terra     | Combinada masculina    | 1:57.23  | 34       | 56.31    | 26       | 2:53.54       | 25            |
| Ferran Terra     | Descens masculí        |          |          |          |          | 2:11.43       | 34            |
| Ferran Terra     | Eslàlom gegant masculí | No acabà | No acabà | No acabà | No acabà | No acabà      | No acabà      |
| Ferran Terra     | Super Gegant masculí   |          |          |          |          | Desqualificat | Desqualificat |
| Joan Verdú       | Eslàlom gegant masculí | No acabà | No acabà | No acabà | No acabà | No acabà      | No acabà      |

### Esquí de fons
Vegeu Esquí de fons als Jocs Olímpics d'hivern de 2014
| Esportista  | Esdeveniment   | Clàssic | Clàssic | Estil lliure | Estil lliure | Final     | Final      | Final   |
| Esportista  | Esdeveniment   | Temps   | Posició | Temps        | Posició      | Temps     | Diferència | Posició |
| ----------- | -------------- | ------- | ------- | ------------ | ------------ | --------- | ---------- | ------- |
| Laura Orgué | 10 km femenins |         |         |              |              | 30:48.0   | +2:30.2    | 28      |
| Laura Orgué | 15 km femenins | 20:41.7 | 28      | 20:40.8      | 20           | 40:46.5   | +2:12.9    | 25      |
| Laura Orgué | 30 km femenins |         |         |              |              | 1:12:37.3 | +1:32.1    | 10      |

### Patinatge artístic
Vegeu Patinatge artístic als Jocs Olímpics d'hivern de 2014
| Esportista | Esdeveniment | Programa curt | Programa curt | Programa lliure | Programa lliure | Total  | Total   | Total |
| Esportista | Esdeveniment | Punts         | Posició       | Punts           | Posició         | Punts  | Posició |       |
| ---------- | ------------ | ------------- | ------------- | --------------- | --------------- | ------ | ------- | ----- |
| Adrià Díaz | Dansa        | 58,58         | 12 Q          | 88,39           | 13              | 146,97 | 13      |       |

### Surf de neu
Vegeu Surf de neu als Jocs Olímpics d'hivern de 2014
Migtub
| Esportista        | Esdeveniment | Ronda preliminar | Ronda preliminar | Ronda preliminar | Ronda preliminar | Semifinals | Semifinals | Semifinals | Semifinals | Final    | Final    | Final  | Final   |
| Esportista        | Esdeveniment | Mànega 1         | Mànega 2         | Millor           | Posició          | Mànega 1   | Mànega 2   | Millor     | Posició    | Mànega 1 | Mànega 2 | Millor | Posició |
| ----------------- | ------------ | ---------------- | ---------------- | ---------------- | ---------------- | ---------- | ---------- | ---------- | ---------- | -------- | -------- | ------ | ------- |
| Queralt Castellet | Femení       | 93,25            | 52,00            | 93,25            | 2 Q              |            |            |            |            | 61,75    | 55,25    | 61,75  | 11      |

Camp a través
| Esportista  | Esdeveniment | Ronda preliminar | Ronda preliminar | Vuitens de final | Quarts de final  | Semifinals       | Final / FC       | Final / FC |
| Esportista  | Esdeveniment | Temps            | Posició          | Posició          | Posició          | Posició          | Posició          | Resultat   |
| ----------- | ------------ | ---------------- | ---------------- | ---------------- | ---------------- | ---------------- | ---------------- | ---------- |
| Lluís Marín | Masculí      | Suspesa          | Suspesa          | Desqualificat    | No es classificà | No es classificà | No es classificà | 25=        |

### Tobogan
Vegeu Tobogan als Jocs Olímpics d'hivern de 2014
| Esportista      | Esdeveniment | Mànega 1 | Mànega 1 | Mànega 2 | Mànega 2 | Mànega 3 | Mànega 3 | Mànega 4         | Mànega 4         | Total   | Total   | Total |
| Esportista      | Esdeveniment | Temps    | Posició  | Temps    | Posició  | Temps    | Posició  | Temps            | Posició          | Temps   | Posició |       |
| --------------- | ------------ | -------- | -------- | -------- | -------- | -------- | -------- | ---------------- | ---------------- | ------- | ------- | ----- |
| Ander Mirambell | Masculí      | 58.58    | 26       | 58.72    | 26       | 58.80    | 26       | No es classificà | No es classificà | 2:56.10 | 26      |       |